# William Fargo
Pour les articles homonymes, voir Fargo.
William George Fargo, né à Pompey (New York) le 20 mai 1818 et mort à Buffalo, le 3 août 1881), est un homme d'affaires américain, cofondateur avec Henry Wells de la société Wells Fargo.
Il est également maire de Buffalo de 1862 à 1866.

## Biographie
On lui doit en 1844 l'organisation du premier voyage express Albany-Buffalo. L'année suivante, il s'associe à Wells et fonde la Wells, Fargo & Company dont les secteurs d'actions se situeront entre Buffalo, Détroit et Chicago. En 1850 la société incorpore l'American Express Company puis s'en distingue de nouveau en 1852,.
Maire de Buffalo (1862-1866), Président de l'American Express Co (1868-1881), de la Wells, Fargo & Co (1870-1872), vice-président du New York Central Railroad et directeur du Northern Pacific Railroad, une ville du Dakota du Nord est nommée en son honneur en 1871.
Jules Verne le mentionne ainsi que son associé Wells dans son roman Le Testament d'un excentrique (partie 2, chapitre X).